# Tand van Boeddha

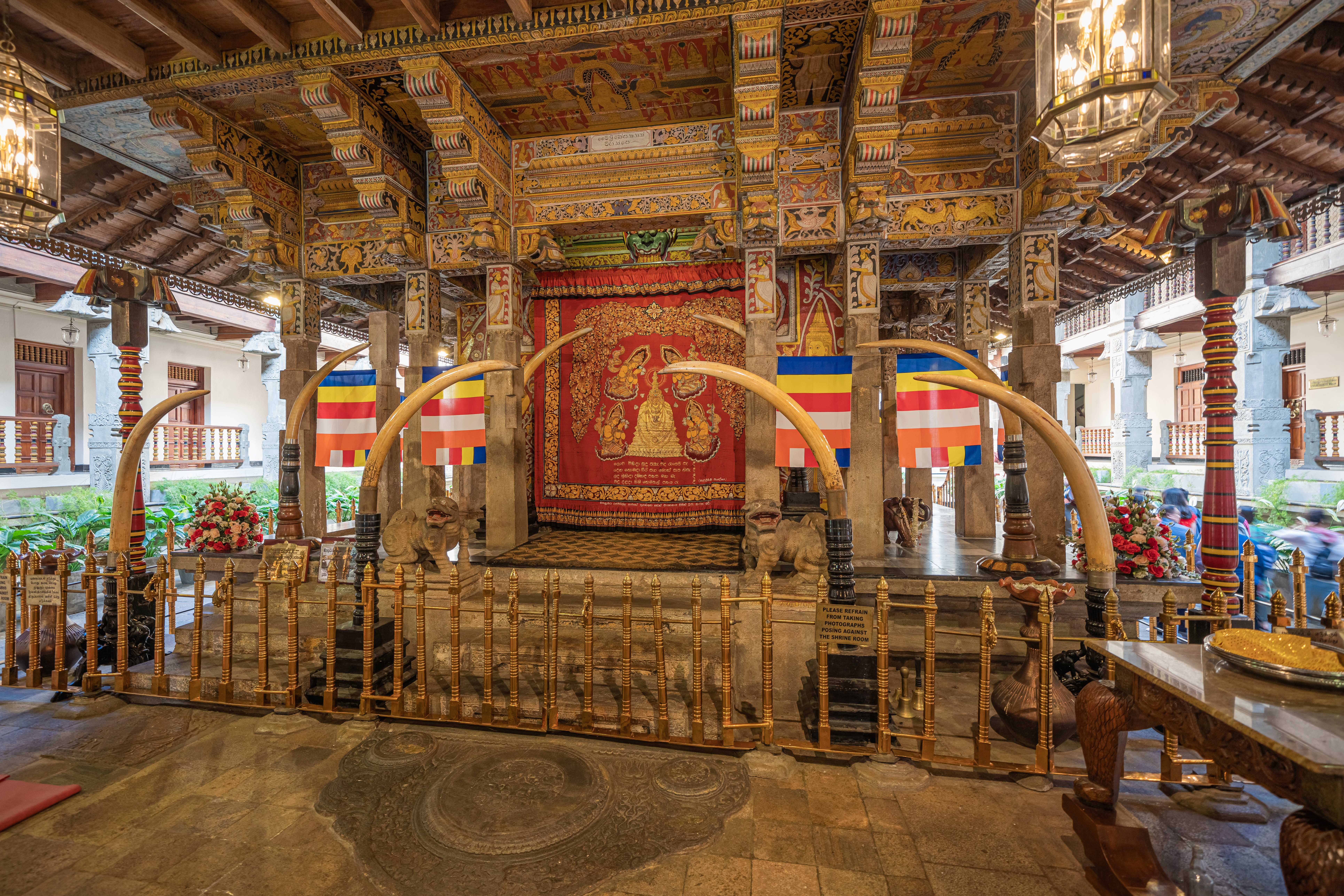
Het heiligdom in de Sri Dalada Maligawa waar de tand van Boeddha bewaard wordt

De tand van Boeddha, ook wel heilige (gouden) tand is een śarīra (boeddhistisch reliek) die bewaard wordt in de Sri Dalada Maligawa (tandtempel) in de Sri Lankaanse stad Kandy. Rond de heilige tand zijn diverse rituelen en ceremoniën ontstaan.

## Legenden
Volgens legenden werd het lichaam van Boeddha gecremeerd in de Indiase plaats Kushinagara. Zijn linkerhoektand werd van de brandstapel gehaald en aan koning Brahmadatte geschonken om te vereren. De tand werd bewaard in de stad Dantapuri (huidige stad Puri)
Men ging geloven dat de bezitter van de tand een goddelijk recht had het land te regeren. Oorlogen werden gevoerd om het bezit van het relikwie. 
In de 4e eeuw na Christus kwam de tand in bezit van koning Guhaseeva van Kalinga. Hij werd boeddhist en begon de heilige tand te vereren. Dit veroorzaakte ontevredenheid onder diverse burgers die aan koning Paandu vertelden dat Guhaseeva niet langer in god geloofde maar een tand vereerde. Paandu gaf bevel de tand naar Palalus te brengen om vernietigd te worden. Toen de tand de stad bereikte zou er een wonder plaatsgevonden hebben waarna Paandu zich eveneens bekeerde tot het boeddhisme.
Toen dit koning Ksheeradara ter ore kwam viel hij Paandu aan. De invallers werden verslagen voor ze Palalus bereikten en Ksheeradara overleed. Een tot het Boeddhisme bekeerde prins Dantha uit de stad Udeni kwam de tand vereren. Koning Guhaseeva was ingenomen met hem en schonk hem de hand van zijn dochter Hemamala. Toen de zonen van Ksheeradara de stad aanvielen werden Dantha en Hemamala in het geheim heengezonden met het relikwie.

## Esala Perahera-parade
Tijdens de jaarlijkse parade genaamd Kandy Esala Perahera wordt de tand van Boeddha door de stad Kandy vervoerd op een olifant, maar sinds een tijd met een neptand om diefstal te voorkomen. Deze parade is in juli of augustus, gedurende een 10 dagen lang feest. De laatste dag van het feest is tijdens volle maan.

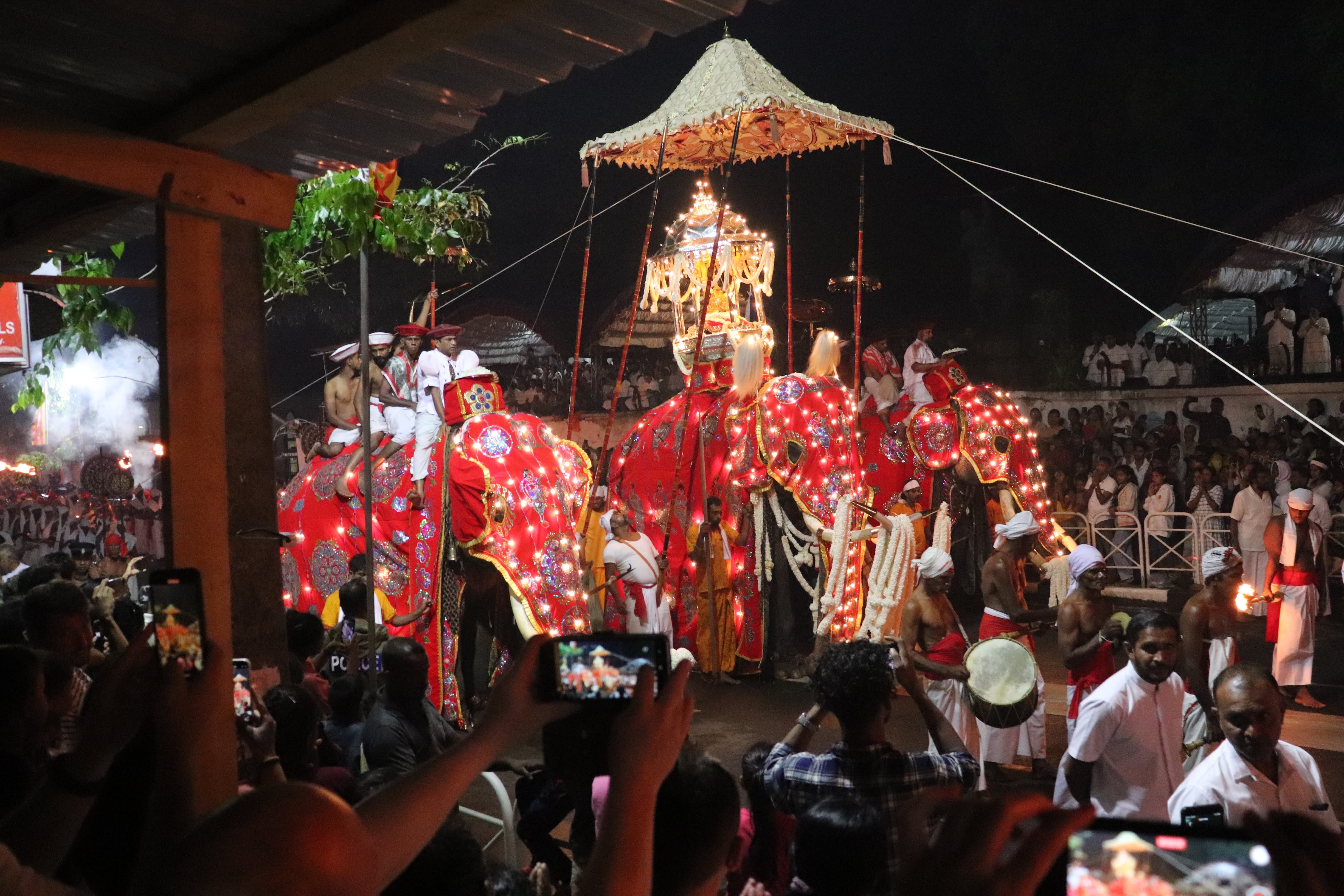
Esala Perahera in 2024
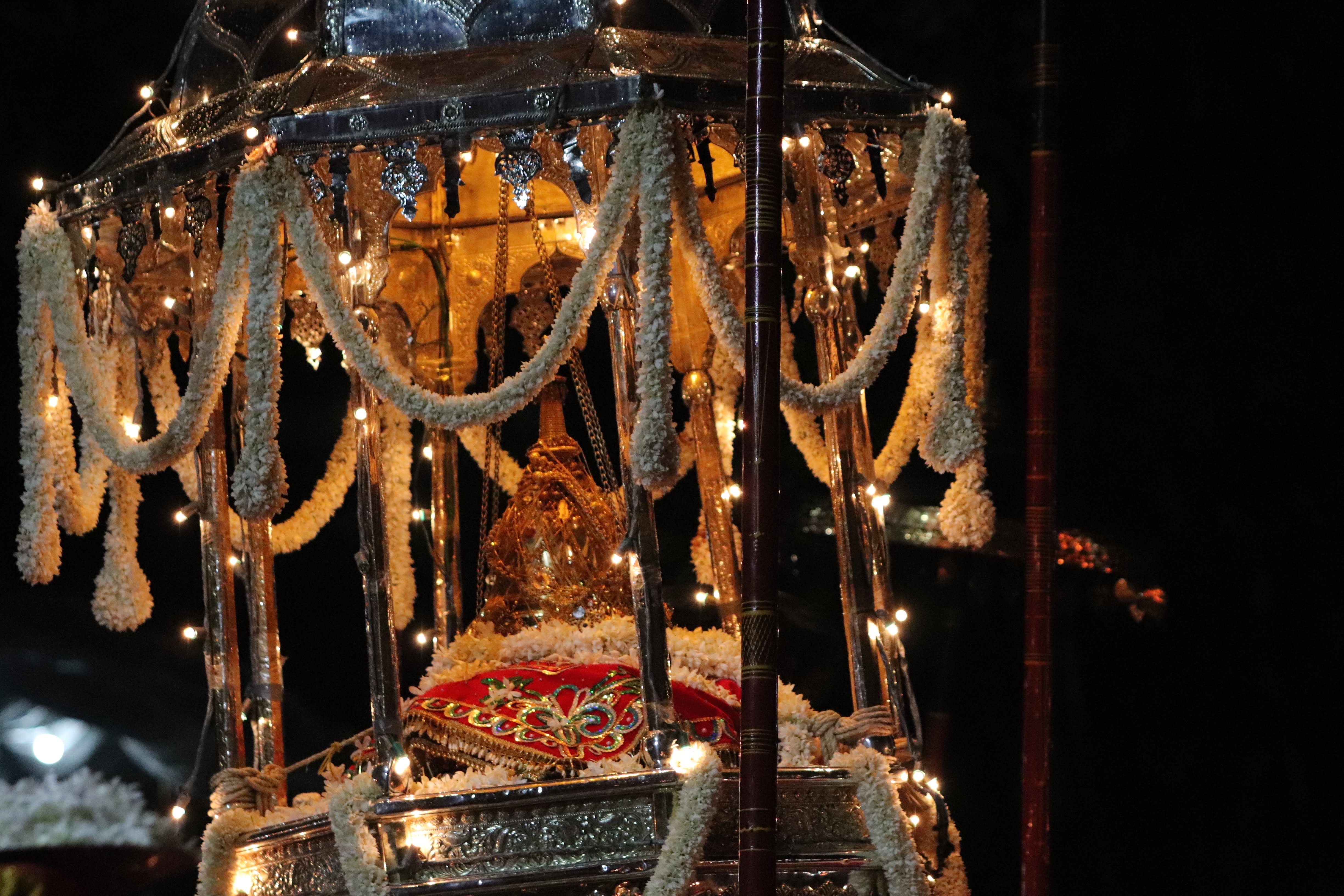
Reliek tand van Boeddha